# Shepherdstown (Virginia Occidental)
Shepherdstown es un pueblo situado en el condado de Jefferson, Virginia Occidental, Estados Unidos. Tiene una población estimada, a mediados de 2023, de 1537 habitantes.

## Geografía
La localidad está ubicada en las coordenadas 39°25′55″N 77°48′17″O / 39.43194, -77.80472 (39.431905, -77.804651). Según la Oficina del Censo, tiene una superficie de 1.04 km², correspondientes en su totalidad a tierra firme.

## Demografía
Según el censo de 2020, en ese momento había 1531 personas residiendo en la localidad. La densidad de población era de 1472.12 hab./km². El 80.60% de los habitantes eran blancos, el 12.08% eran afroamericanos, el 0.26% eran amerindios, el 0.72% eran asiáticos, el 0.07% era isleño del Pacífico, el 1.11% eran de otras razas y el 5.16% eran de una mezcla de razas. Del total de la población, el 3.53% eran hispanos o latinos de cualquier raza.